# Pierreactual
Pierreactual est une revue mensuelle française des professionnels de la pierre éditée par les Éditions Le Mausolée. Elle a été fondée en 1933 par René Motinot.